# Guld Dzyga
Guld Dzyga (Ukrainska: Золота дзиґа) är ett ukrainskt nationellt filmpris som ges för professionella prestationer i utvecklingen av ukrainsk film. Priset grundades 2017 av den ukrainska filmakademin och den första prisutdelningen ägde rum den 20 april 2017 på Fairmont Grand Hotel Kiev.

## Urval av filmer och nomineringsprocess
Anmälan av filmer till First National Film Award pågick från den 20 februari till den 20 mars 2017. Filmer som hade premiär under 2016 - från den 1 januari till och med den 31 december - accepterades för deltagande i urvalsprocessen. Den fullständiga listan över filmer (longlist) som deltog i tävlingen om det första nationella filmpriset bestod av 54 filmer: 12 av dem - långfilmer, 15 - korta långfilmer, 19 - dokumentärer, 8 - animerade. Totalt 76 filmer skickades in, tävlande bestämdes genom sluten icke-kommersiell visning av onlinekopior av filmer.
Vinnarna av det första nationella filmpriset valdes av alla medlemmar i filmakademin genom en omröstning i tre steg. För närvarande utses vinnarna av filmpriset genom en omröstning i två steg bland medlemmarna i den ukrainska filmakademin.
Den 3 april 2017 publicerade Filmakademins styrelse en kort lista med 17 nominerade till det första nationella filmpriset.

## Symbol
Huvudsymbolen för det nationella filmpriset är statyetten "Golden Dzyga", som symboliserar den snabba och obevekliga utvecklingen av ukrainsk film (ukr. дзиґа - eng. top (toy)). Dessutom är titeln en påminnelse om och hyllning till det kreativa arvet från den enastående filmfotografen Dziga Vertov. Dziga Vertov är ett konstnärligt namn på David Abelovich Kaufman. D.A. Kaufman föddes i Białystok 1896 och dog i Moskva 1954. Han blev en banbrytande och berömd filmdokumentär, vars 1929 gjorda Mannen med filmkameran hyllades - av den brittiska tidskriften "Sight & Sound" som den bästa dokumentärfilmen genom tiderna.
Författaren till prisets titel är Olga Zakharova, chef för strategisk marknadsföring på Media Group Ukraina.
Statyetten designades av den ukrainske konstnären Nazar Bilyk, som beskrev "Golden Dzyga" på följande sätt: "Huvudelementet i kompositionen är en ram gjord av film, en gyllene fyrhörning som roterar dynamiskt och representerar filmkonst. Till formen liknar statyetten en virvelvind, eld, en scion, som alla symboliserar utvecklingen och förnyelsen av den nationella filmen."